# Denominazione di origine controllata
Pour les articles homonymes, voir DOC.

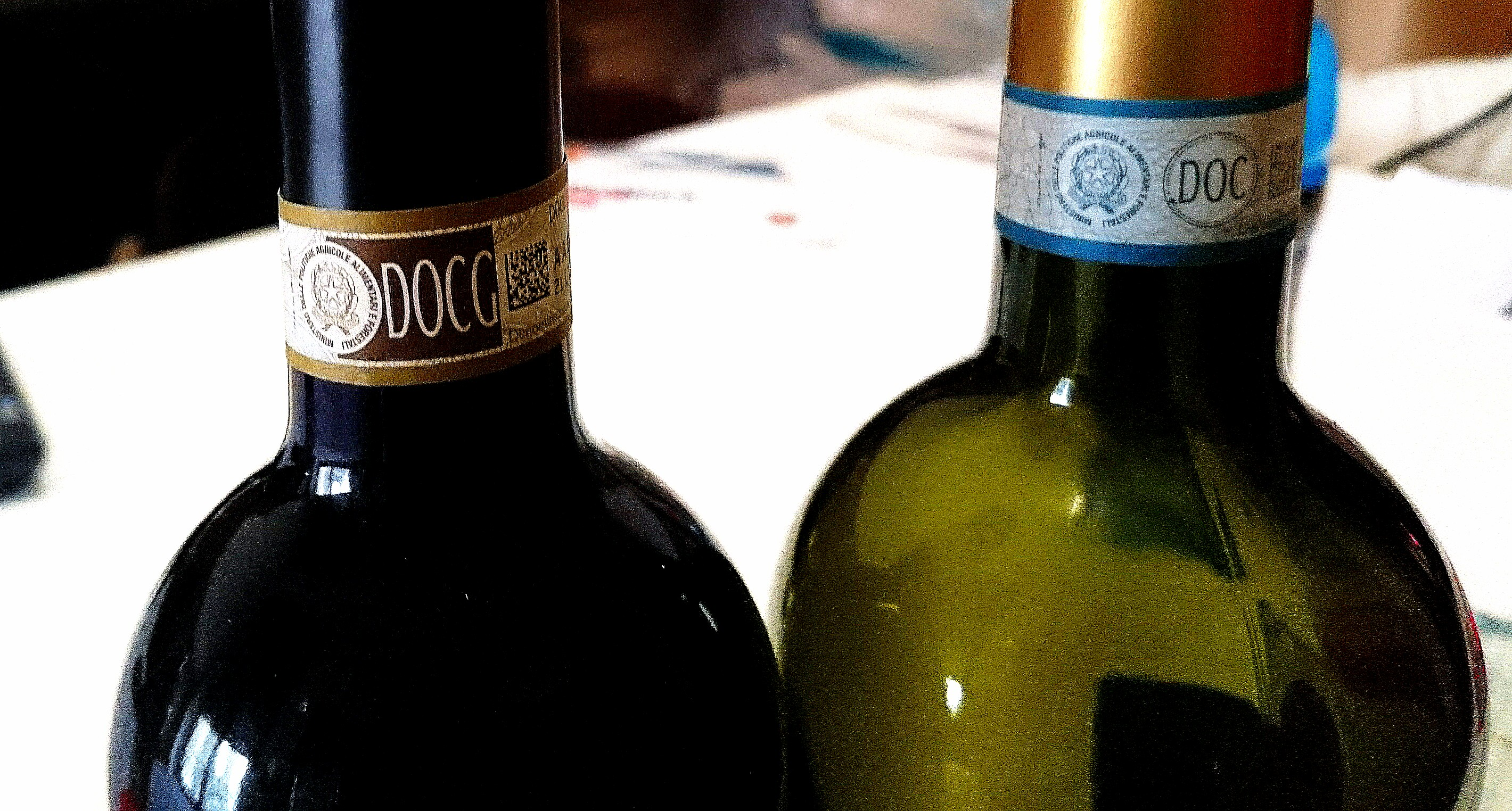
Étiquettes certifiant le label DOC sur des bouteilles de vin

La denominazione di origine controllata, en abrégé DOC, ou Dénomination d'origine contrôlée, en français en Vallée d'Aoste, région officiellement bilingue français-italien, est une appellation qui certifie l'origine et la qualité d'un vin entrant dans la catégorie des DOP en Italie. Le terme origine fait référence à un nom géographique d'une production viticole particulière. Ce label est utilisé pour qualifier un produit de qualité et de renom, ayant des caractéristiques associées à l'environnement naturel et anthropique. En droit de l'Union européenne, la dénomination Denominazione di origine controllata est une mention traditionnelle.

## Les qualités requises pour un vinDOC
Ces vins, avant d'être mis dans le commerce, doivent subir en phase de production une première analyse physico-chimique et un examen organoleptique qui certifient le respect du cahier des charges; l'examen organoleptique doit être répété jusqu'à la phase de la mise en bouteille. Enfin une commission spécialisée doit effectuer une analyse sensorielle. Si le vin ne respecte pas ces différents tests, il ne peut être mis dans le commerce sous le label DOC.